# Ла-Лонжин
Ла-Лонжи́н (фр. La Longine) — коммуна во Франции, находится в регионе Франш-Конте. Департамент — Верхняя Сона. Входит в состав кантона Фоконье-э-ла-Мер. Округ коммуны — Люр.
Код INSEE коммуны — 70308.

## География
Коммуна расположена приблизительно в 340 км к востоку от Парижа, в 85 км северо-восточнее Безансона, в 45 км к северо-востоку от Везуля.
По территории коммуны протекает небольшая река Грольер (фр. Groslière). Большая часть территории коммуны покрыта лесами.

## Население
Население коммуны на 2010 год составляло 244 человека.
| 1962 | 1968 | 1975 | 1982 | 1990 | 1999 | 2010 |
| ---- | ---- | ---- | ---- | ---- | ---- | ---- |
| 718  | 673  | 665  | 569  | 340  | 281  | 244  |

## Администрация
| Период | Период | Фамилия      | Партия | Примечания |
| ------ | ------ | ------------ | ------ | ---------- |
| 1995   | 2001   | Жоэль Абшейд |        | дантист    |
| 2001   | 2014   | Жан-Люк Жёди |        |            |

## Экономика
В 2010 году среди 123 человек трудоспособного возраста (15-64 лет) 83 были экономически активными, 40 — неактивными (показатель активности — 67,5 %, в 1999 году было 62,4 %). Из 83 активных жителей работали 71 человек (47 мужчин и 24 женщины), безработных было 12 (4 мужчины и 8 женщин). Среди 40 неактивных 8 человек были учениками или студентами, 15 — пенсионерами, 17 были неактивными по другим причинам.

## Достопримечательности
- Монументальный крест (1727 год). Исторический памятник с 1992 года[8]

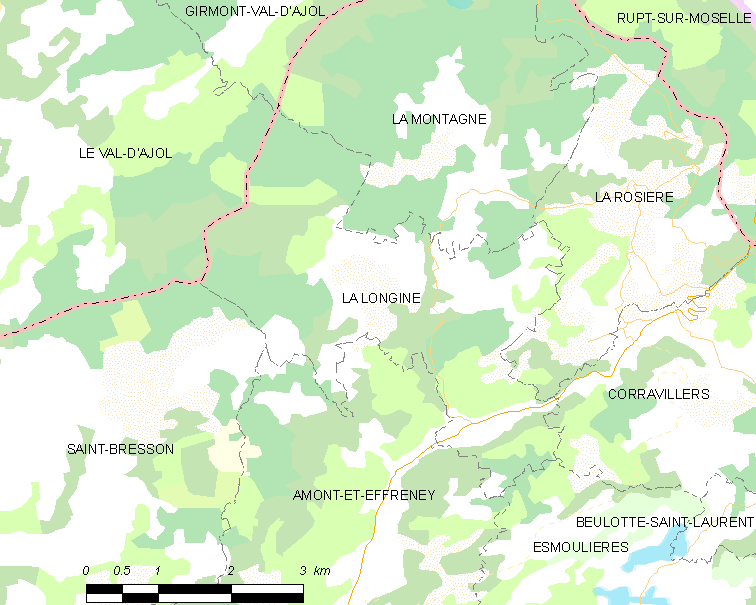
Карта коммуны